# Yuya Horihata
Yuya Horihata (Japón, 30 de julio de 1990) es un nadador japonés especializado en pruebas de cuatro estilos, donde consiguió ser medallista de bronce mundial en 2011 en los 400 metros.

## Carrera deportiva
En el Campeonato Mundial de Natación de 2011 celebrado en Shanghái ganó la medalla de bronce en los 400 metros estilos, con un tiempo de 4:11.98 segundos, tras los estadounidenses Ryan Lochte  y Tyler Clary (plata con 4:11.17 segundos).